# Roger-Benz

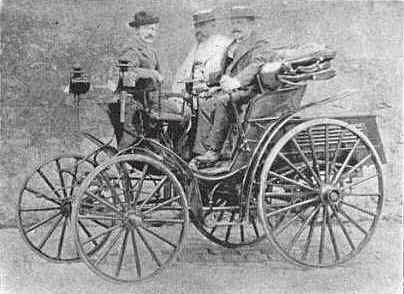
Roger-Benz von 1895

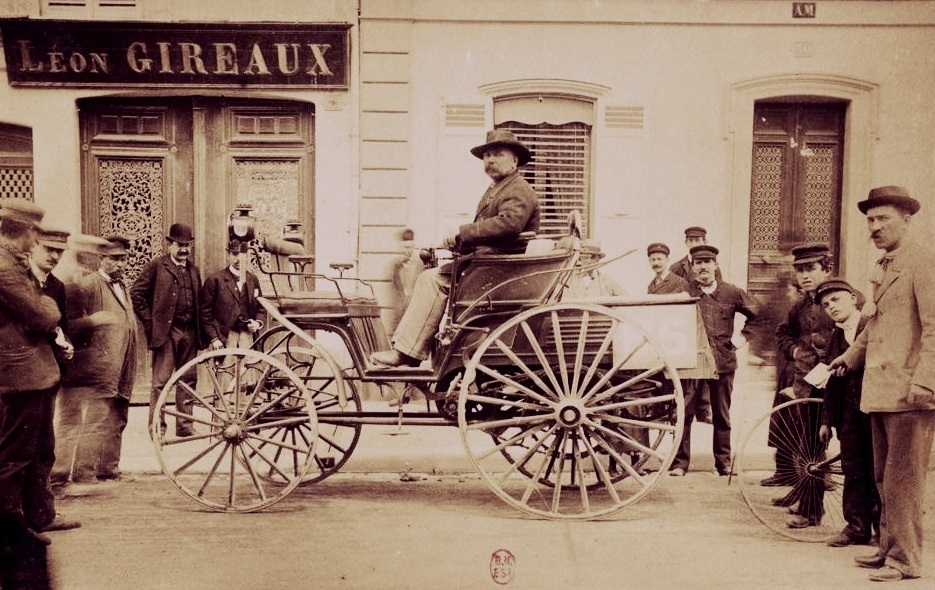
Roger-Benz Victoria (Paris–Rouen 1894, É. Roger, Nr. 85)

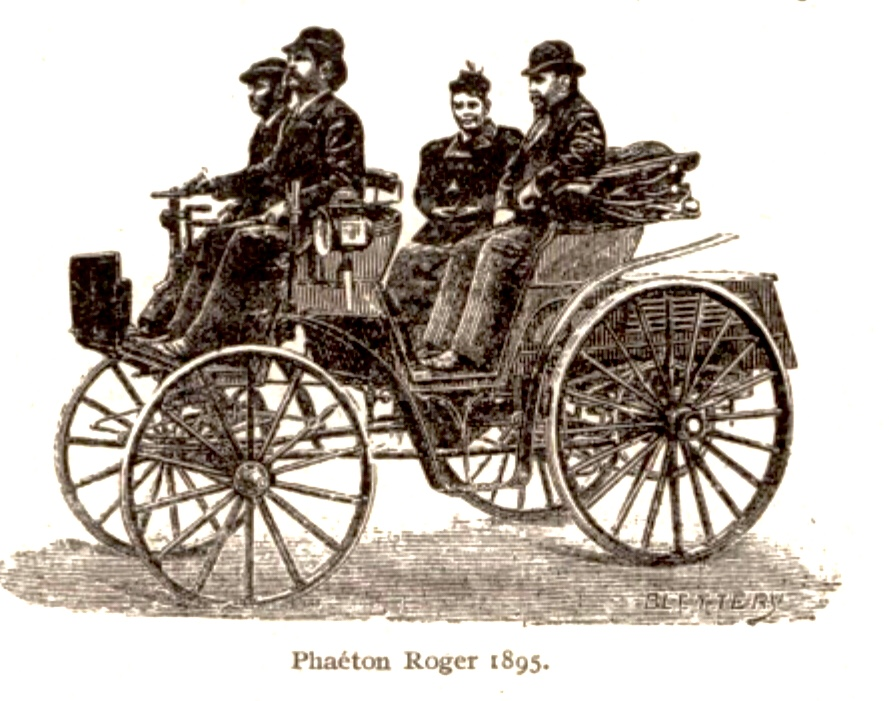
Roger-Benz von 1895

Roger-Benz war eine französische Automarke. Hersteller war Émile Roger.

## Unternehmensgeschichte
Émile Roger kaufte 1887 ein Auto von Benz. Bald darauf verkaufte er Fahrzeuge von Benz in Frankreich. 1888 gründete er in Paris sein eigenes Unternehmen zur Produktion von Automobilen. Die Vermarktung erfolgte als Roger oder Roger-Benz, da die Fahrzeuge auf Modellen von Benz basierten. 1896 endete die Produktion. Die Anglo-French Motor Carriage Company Ltd. aus Birmingham unter Leitung von Frank Gardner und Léon L’Hollier vertrieb die Fahrzeuge zwischen 1896 und 1897 in England unter dem Markennamen Anglo-French. Das britische Unternehmen International Motor Car stellte in seinen Anfangsjahren Autos her, die den Modellen von Roger-Benz entsprachen.
In den USA gab es die Roger American Mechanical Carriage Company, die auch von Émile Roger gegründet wurde.

## Fahrzeuge
Das erste Modell war ein Dreirad. 
1894 folgte ein vierrädriger Zweisitzer mit einem kutschenähnlichen Victoria-Aufbau. Für den Antrieb sorgte ein liegender Einzylindermotor von Benz & Cie., der im Heck eingebaut war. Der Motor hatte eine Drehzahl von 300/min und die Fahrzeuge erreichten kaum 25 km/h. Die Antriebskraft wurde durch Riemen auf die Hinterachse übertragen. Émile Roger hat 1894 mit einem dieser Fahrzeuge an der Wettfahrt Paris–Rouen teilgenommen.
1895 wurden Fahrzeuge mit Platz für zwei bis zehn Personen angeboten.